# Auge-Ohr-Methode
Die Auge-Ohr-Methode ist eine in der Astronomie seit langem bewährte Methode der Zeitmessung, bei der die Reaktionszeit des Beobachters, die durch die Persönliche Gleichung bestimmt ist, eine relativ geringe Rolle spielt.
Man schätzt das Ereignis, dessen genaue Zeit gemessen werden soll – zum Beispiel einen Sterndurchgang – traditionell in den Sekundenschlag einer Präzisionspendeluhr. Die Korrelation des Gesichts- mit dem Gehörsinn bewirkt, dass die Reaktionsverzögerung relativ gering ist.
Erfahrene Beobachter können die Sekundenbruchteile in die Pendelschläge hinein auf 0,05 s schätzen, ein Anfänger immerhin auf 0,1 bis 0,2 Sekunden. Damit ist die Methode meistens besser als mit einer Stoppuhr und der Zeitansage. Bereits vor etwa 300 Jahren wurde die Methode zur Messung von Sternörtern eingesetzt. Heute können die von Atomuhren gesteuerten Zeitzeichensender die Pendeluhr bequem ersetzen.